# Ephesia nutrix
Ephesia nutrix là một loài bướm đêm trong họ Noctuidae.